# EK Kavala
EK Kavala, o Union Kavala-Panorama (en griego: Ε.Κ. Καβάλας), es un equipo de baloncesto griego con sede en Kavala, que disputa la competición de la A2 Ethniki. Disputa sus partidos en el Kalamitsa Sports Center, con capacidad para 1700 espectadores.

## Historia
El club se funda en 2003, con la denominación Panorama BC, fusionándose en 2008 con el EK Kavala, asumiendo el nombre de este último. En la temporada 2008-09 acabó la fase regular de la A1 Ethniki en la décima posición.

## Jugadores destacados
- Dimitris Bogdanos
- Antanas Kavaliauskas
- Giedrius Gustas
- Laurynas Mikalauskas
- Alain Digbeu
- Billy Thomas
- DeJuan Collins
- Demetrius Alexander
- Taquan Dean
- Milt Palacio